# Anuitet
Naziv anuitet vodi porijeklo od lat. riječi annus - godina i označava uvijek isti iznos kojim se otplaćuje dugoročni zajam. Osnovno obilježje mu je, da se plaća godišnje ili polugodišnje, a u ukupnom iznosu anuiteta mijenja se omjer između dijela koji se odnosi na kamatu i dijela za koji se smanjuje ukupno dobiveni zajam. Tako je u prvoj godini ili prvom anuitetu najveći udio kamate, jer se ukamaćuje najveći dio ostatka zajma, a iznos za koji se umanjuje preostali dio zajma najmanji. S protekom vremena, taj se omjer mijenja u obrnutom smjeru.